# Konvivenz
Konvivenz (lateinisch convivere „zusammenleben“; Adjektiv: konvivial) bezeichnet eine zumeist in einem religiös-sozialethischen Zusammenhang benannte Form des Zusammenlebens, die sich als Hilfsgemeinschaft, Lerngemeinschaft und Festgemeinschaft versteht. Theologisch wird mit diesem Begriff ausgedrückt, dass das Wesen der Kirche darin besteht, dass sie mit anderen und Fremden in einer Gemeinschaft des geteilten Lebens existiert.

## Herkunft des Begriffs
Der Begriff Konvivenz leitet sich von dem spanischen convivencia bzw. portugiesischen convivência („Zusammenleben“) ab und bezeichnete im mittelalterlichen Spanien die friedliche Koexistenz von Juden, Christen und Muslimen. In der neueren Literatur tauchte der Begriff erstmals in der spanischen Originalausgabe von Paolo Freires Pädagogik der Unterdrückten auf (ohne allerdings in der deutschen Übersetzung übernommen zu werden) und fand von dort seinen Weg in die lateinamerikanischen Befreiungstheologie, in der er die Lebens- und Hilfsgemeinschaft der Armen untereinander beschreibt, die – auf der Grundlage verwandtschaftlicher Bindungen oder nachbarschaftlicher Beziehungen – miteinander leben, einander unterstützen und gemeinsam feiern. Von den christlichen Basisgemeinden Lateinamerikas wurde der Begriff zur Beschreibung der Struktur kirchlichen Lebens aufgegriffen. In die deutschsprachige Theologie wurde der Begriff seit den 1980er Jahren durch den Heidelberger Missions- und Religionswissenschaftler Theo Sundermeier eingeführt und unter den drei Aspekten einander helfen, voneinander lernen und miteinander feiern definiert.

## Konvivenz als Begriff der Interkulturellen Theologie
Die Konvivenz setzt die Unterschiedlichkeit menschlicher Kulturen und Religionen als bleibend voraus. Bereichernd wirkt das Miteinander dadurch, dass jede Kultur ihre Sicht, ihre Praxis und ihre Gaben einsetzen kann. Als Konzept ökumenischen bzw. interreligiösen Handelns bedeutet Konvivenz eine Erweiterung des sich auf Dietrich Bonhoeffer berufenden Konzeptes der „Kirche für andere“ und sichert dieses gegen paternalistische Missverständnisse. Mit Blick auf das Zusammenleben der ersten Christen, wie es in der Apg 2  geschildert wird, beinhaltet Konvivenz Beziehungen der Gegenseitigkeit, und zwar nicht als Voraussetzung für Hilfeleistungen, sondern als Anerkenntnis, selbst der Gemeinschaft zu bedürfen („Kirche mit anderen“). Dabei beschreibt der Begriff sowohl das Ideal innergemeindlichen Zusammenlebens als auch die Leitvorstellungen des Dialogs mit der Umwelt.
Als Prinzip des interkulturellen und interreligiösen Dialogs blendet Konvivenz die Verschiedenheiten zwischen den Kulturen und Religionen nicht aus und strebt keine Verschmelzung der Kulturen an, sondern respektiert kulturell unterschiedliche Überzeugungen und Verhaltensweisen. Zum Begriff der Konvivenz gesellt sich damit der Entwurf einer „Xenologie“ (eines Verstehens des Fremden) im Rahmen des Konzepts einer Differenzhermeneutik, „bei der die unüberbrückbare Inkompatibilität zwischen eigenem und fremdem Glauben nicht ‚wegerklärt‘ oder überwunden, sondern im Reflexionsprozess über interreligiöse Begegnung und interreligiösen Dialog erhalten bleiben sollte“. Konvivenz zielt also nicht auf Assimilation, auf Aufgabe der eigenen Identität durch Identifikation mit einer anderen Kultur, sondern bietet die Möglichkeit der Identitätsfindung in der Bezogenheit auf bzw. Abgrenzung vom Anderen bzw. Fremden.

## Auswirkungen

### Religionspädagogik
Der zunächst missionstheologisch profilierte Begriff ist inzwischen in ganz unterschiedlichen kirchlichen und nicht-kirchlichen Verlautbarungen zum interkulturellen und interreligiösen Dialog aufgegriffen worden und wird auch in anderen wissenschaftlichen Disziplinen verwendet.
In der Religionspädagogik weckte der Wandel von einem missionarischen zu einem dialogischen Religionsunterricht seit Anfang der 1970er Jahre das Interesse an anderen Religionen und führte längerfristig zur Methode des Interreligiösen Lernens, in der Religionen als je eigene Systeme von Weltdeutung erkennbar werden und als willkommener Anlass zu Rückfragen an den eigenen Glauben verstanden werden. Durch die zunehmende Präsenz von Kindern aus nicht-christlichen Familien im Schulunterricht wurde „Konvivenz“ zunehmend zu einem Leitbegriff der (Religions-)Pädagogik. Es geht sowohl darum, dass die Lernenden fremde Religionen und Weltanschauungen kennenlernen, als auch darum, dass sie die eigenen Glaubensüberzeugungen hinterfragen und vertiefend verstehen. Für den Religionspädagogen Clauß Peter Sajak bedeutet interreligiöses Lernen deswegen zugleich intrareligiöses Lernen und stellt einen notwendigen Beitrag für die religiöse Entwicklung des lernenden Subjekts dar.
In der neutestamentlichen Exegese verwendet Thomas Popp den Begriff der Konvivenz als Schlüssel zum Verständnis der Theologie des 1. Petrusbriefes, für die das göttliche Anerkennungsgeschehen in Jesus Christus in Gemeinde und Gesellschaft den Raum für eine zwischenmenschliche Anerkennungspraxis eröffne.

### Konvivialität
Jacques Derrida, Ivan Illich, Silja Samerski, Takeshi Umehara, Ilse Orth und andere prägten den der Konvivenz entlehnten Begriff der Konvivialität, einer der reinen Produktivität und Effizienz entsagenen Gesellschafts- und Technikethik zugunsten einer Einbettung in Werte und Umweltfaktoren. Damit findet das Konzept Anschluss an Commoning, dezentrale Produktion, Degrowth und Kritik des Neoliberalismus. Andrea Vetter (Hochschule für bildende Künste Braunschweig) formulierte anhanddessen Verbundenheit, Zugänglichkeit, Anpassungsfähigkeit, Bio-Interaktion und Angemessenheit als zentrale Kriterien der konvivialer Technikgestaltung.